# Кљунорошке
Кљунорошке (лат. Bucerotiformes) ред су птица који садржи три фамилије — кљунорошце (лат. Bucerotidae), пупавце (лат. Upupidae) и шумске пупавце (лат. Phoeniculidae). Ове фамилије се понекад класификују као део реда модроврана, али све већи број студија потврђује да су ове птице довољно дистинктивне да имају сопствени ред.

## Систематика
Недавни подаци добијени генетским истраживањима указују на то да родови Bucorvus и Bycanistes (раније сматрани делом Bucerotidae) формирају засебан кладус изван филогенетске линије фамилије кљунорожаца (Bucerotidae), то јест чине посебну фамилију Bucorvidae, која представља базални таксон. Сматра се да Bucorvidae представља раноафричку лозу, док је остатак реда Bucerotiformes еволуирао у Азији. Такође, верује се да су два рода из породице шумских пупаваца — Phoeniculus и Rhinopomastus — дивергирала пре око 10 милиона година, па се, стога, према неким систематикама сврставају у засебне потфамилије или чак засебне фамилије (Phoeniculidae и Rhinopomastidae).

### Таксономија
- подред 
  - фамилија 
    - род 

    - род 

  - фамилија 
    - род
- подред 
  - фамилија 
    - род 

    - род 

  - фамилија 
    - род  (понекад део рода )

    - род 
      -  (група)

    - род 

    - род 

    - род 

    - род  (понекад део рода )

    - род 

    - род 

    - род  (понекад део рода )
      -  (alt Aceros comatus (IUCN))

    - род 

    - род  (понекад део рода )

    - род